# Hosiea
Hosiea é um género monotípico de plantas pertencente à família Icacinaceae. Sua única espécie: Hosiea sinensis (Oliv.) Hemsl. & E.H.Wilson, é originaria da China.

## Distribuição e hábitat
É encontrada nos bosques, trepando nas árvores, a uma altura de 1200-2100 metros em Hubei, Hunan, Sichuan e Zhejiang (China).

## Sinonímia
- Natsiatum sinense Oliv. basónimo[1]